# Hola Hola (카드의 노래)
〈Hola Hola〉는 KARD의 첫 번째 미니 앨범 《HOLA HOLA》의 타이틀 곡이다. 강한 드럼 비트 위에 신스와 패드로 풍성함을 더한, 댄스홀 그루브를 기반으로 만들어진 곡이다. 여기에 트로피칼 하우스 장르의 EDM 멜로디를 얹어 뜨거운 태양과 푸르고 청량한 바다를 연상하게 하는 곡이다.